# توماس كروفت
توماس كروفت (بالدنماركية: Thomas Croft)‏ هو مجدف دنماركي، ولد في 16 يوليو 1970.

## وصلات خارجية
- توماس كروفت على موقع الاتحاد الدولي للتجديف (الإنجليزية)